# Меннерс, Джон, 8-й граф Ратленд
Джон Меннерс, 8-й граф Ратленд (англ. John Manners, 8th Earl of Rutland; 10 июня 1604 — 29 сентября 1679) — английский дворянин и политик, заседавший в Палате общин с 1640 по 1641 год, когда он унаследовал титул графа Ратленда после смерти своего троюродного брата Джорджа Меннерса, 7-го графа Ратленда.

## Происхождение
Родился 10 июня 1604 года. Сын и наследник сэра Джорджа Меннерса (1569—1623) из Хэддон-Холла в Дербишире, старшего сына сэра Джона Меннерса (1535—1611), второго сына Томаса Меннерса, 1-го графа Ратленда из замка Бельвуар. Его матерью была Грейс Пьерпонта (ок. 1575 — ок. 1650), дочь сэра Генри Пьерпонта (1546—1615), члена парламента от Холм-Пьерпонта, Ноттингемшир. Таким образом, 8-й граф был правнуком Томаса Меннерса, 1-го графа Ратленда.

## Карьера
Весной 1619 года Джон Меннерс поступил в Куинс-колледж в Кембридже, а в 1621 году получил степень магистра. Он был принят во Иннер-Темпл в ноябре 1621 года. В 1632 году он был верховным шерифом Дербишира. В апреле 1640 года он был избран членом парламента от Дербишира в Коротком парламенте.
29 мая 1641 года он унаследовал титул графа Ратленда после смерти своего бездетного троюродного брата Джорджа Меннерса, 7-го графа Ратленда (1580—1641). Он был умеренным парламентарием и принял ковенант в 1643 году. В 1646 году он был главным судьей в Эйре, к северу от Трента. Он был назначен королем Карлом II в качестве лорда-лейтенанта Лестершира 14 февраля 1667 года и занимал этот пост до 7 июля 1677 года.

## Брак и дети
В 1628 году он женился на Достопочтенной Фрэнсис Монтегю (8 августа 1613 — 19 мая 1671), дочери сэра Эдварда Монтегю, 1-го барона Монтегю из Боутона (ок. 1562—1644), от которой у него был один сын и шесть дочерей:
- Джон Меннерс, 1-й герцог Ратленд (29 мая 1638 — 10 января 1711), сын и наследник
- Леди Грейс Меннерс (1632 — 15 февраля 1700), которая сначала вышла замуж за Патрика Чауорта, 3-го виконта Чауорта, а после его смерти вышла замуж за сэра Уильяма Лэнгхорна, 1-го баронета (ок. 1631—1715). Она умерла менее чем через год после этого второго брака[5].
- Леди Маргарет Меннерс (? — 1682), которая вышла замуж за Джеймса Сесила, 3-го графа Солсбери
- Леди Фрэнсис Меннерс (2 декабря 1630 — 2 декабря 1660), которая вышла замуж за Джона Сесила, 4-го графа Эксетера
- Леди Элизабет Меннерс (ок. 1654 — 7 декабря 1700), которая вышла замуж за Джеймса Энсли, 2-го графа Англси
- Леди Дороти Меннерс (ок. 1656 — июнь 1698) вышла замуж за Энтони Эшли-Купера, 2-го графа Шефтсбери
- Леди Энн Меннерс (род. 1655), которая вышла замуж за Скроупа Хоу, 1-го виконта Хоу.

## Смерть и погребение
Он умер в возрасте 75 лет и был похоронен в церкви Святой Девы Марии в Боттсфорде, Лестершир, где сохранился его памятник. Графский титул наследовал его сын Джон Меннерс, 9-й граф Ратленд.